# De Música Ligera
"De Música Ligera" é uma canção composta por Gustavo Cerati e interpretada pela banda argentina Soda Stereo. É um dos temas mais conhecidos e emblemáticos do grupo, cuja influência musical foi notável no rock latino há mais de duas décadas. Foi lançada como tema número seis do álbum Canción Animal, que foi lançado em 20 de dezembro de 1990.
No Brasil, a canção recebeu duas versões de bandas locais: Os Paralamas do Sucesso, sob o título "De Música Ligeira", no disco 9 Luas (1996), e outra pelo grupo Capital Inicial, com o título "À Sua Maneira" do álbum Rosas e Vinho Tinto (2002). De acordo com Dinho Ouro Preto, a banda Capital Inicial só descobriu a versão dos Paralamas quando já haviam gravado.
A renomada banda britânica Coldplay, liderada pelo vocalista Chris Martin, gravou sua versão da canção para o disco Live In Buenos Aires (2017), e geralmente a incluem em suas performances no país.

## Prêmios
- Em 2002, foi eleita o 4o 100 maior hit do rock argentino pela Rolling Stone e MTV Argentina[3].